# Aragona
L'Aragona (in spagnolo e aragonese Aragón, in catalano Aragó, in basco Aragoi) è una comunità autonoma, e una nazione storica, del nord-est della Spagna. Ha una superficie di 47719 km², con una popolazione di 1 328 753 abitanti (2020).
Confina a nord con la Francia (con le regioni della Nuova Aquitania e dell'Occitania), ad est con la Catalogna, a sud con la Comunità Valenciana, e ad ovest con Castiglia-La Mancia, Castiglia e León, La Rioja e Navarra. Il capoluogo è Saragozza, che è anche il centro maggiormente abitato della regione. Le tre province in cui l'Aragona è suddivisa (Saragozza, Huesca e Teruel), sono a loro volta divise in 33 comarcas (unità territoriali provviste di limitata autonomia amministrativa).

## Nome
Il nome Aragón è documentato la prima volta, nell'Alto Medioevo, nell'anno 828, quando i Franchi riuscirono a costituire un piccolo feudo a spese dei Mori, nella penisola iberica, proprio attorno all'omonimo fiume.

## Geografia e clima

### Geografia fisica
Sotto il profilo orografico, l'Aragona è delimitata sia a settentrione che a mezzogiorno da due grandi catene montuose, quella dei Pirenei, a nord, che qui raggiunge le sue massimi altitudini (Pico de Aneto, 3 404 metri s.l.m.) e quella Iberica, a sud. La parte centrale della regione, invece, è interamente occupata dalla depressione centrale dell'Ebro, costituita da una valle principale (quella dell'Ebro appunto), da alcune valli secondarie (scavate lungo il corso degli affluenti e subaffluenti del grande fiume), e da una serie di sistemi collinari mediante la quale si salda sia con il piedimonte pirenaico che con quello iberico.
La rete idrografica aragonese è costituita principalmente dall'Ebro e dai suoi affluenti, provenienti sia dai Pirenei (il Cinca e il Gállego, fra gli altri) che dalla cordigliera iberica (fra questi ultimi il principale è il Jalón). Alcuni fiumi del sud dell'Aragona, come il Turia e il Mijares, sboccano nel Mediterraneo.
Il clima è di tipo mediterraneo o mediterraneo subcontinentale e presenta temperature medie annue generalmente comprese fra i 13 °C e i 16 °C (15,6 °C a Escatrón, 14,6 °C a Saragozza-Aeroporto, 13,4 °C a Monflorite-Lascasas, a pochi chilometri da Huesca), con inverni non troppo freddi (i valori invernali sono compresi per lo più fra i 5 °C e i 9 °C) ed estati calde (con temperature medie al di sopra dei 23 °C e punte che in taluni casi possono toccare anche i 40 °C). In zone di montagna, le temperature medie annue scendono sensibilmente (passando dagli 11,0 °C di Jaca fino ai 3,8 °C dell'Urdiceto central, nei Pirenei, presso Bielsa), con inverni freddi e persino rigidi ed estati miti o fresche (i valori si riferiscono alle medie del trentennio 1961-1990).
Per quanto riguarda le precipitazioni, queste sono generalmente scarse nell'Aragona centrale e in gran parte di quella meridionale, presentando valori quasi sempre al di sotto dei 500 mm (Tarazona, 427 mm; Saragozza-Aeroporto, 314 mm; Teruel, 368 mm) e in taluni casi anche al di sotto dei 300 mm (Fraga, 291 mm, Belchite, 283 mm). Più copiose sono le precipitazioni nel nord pre-pirenaico (Monflorite-Las Casas, 587 mm) e pirenaico, dove possono raggiungere valori elevati (Canfranc-Los Arañones 1857 mm) e in alcune zone del mezzogiorno aragonese inserite nel sistema iberico (Guadalaviar, 983 mm) (le precipitazioni si riferiscono alle medie del trentennio 1961-1990).
| Nome | alt | tma  | tmg | tml  | prec | rg                    |
| Saragozza (aeroporto) | 257 | 14,6 | 6,2 | 24,3 | 314  | Depressione dell'Ebro |
| Zuera (El Vedado) | 395 | 13,8 | 5,5 | 23,3 | 432  | Depressione dell'Ebro |
| Monflorite-Lascasas | 545 | 13,4 | 4,7 | 23,3 | 587  | Prepirenei            |
| Jaca | 800 | 11,0 | 3,5 | 20,1 | 857  | Pirenei               |
| Teruel (Obras) | 900 | 12,0 | 4,3 | 21,3 | 398  | Sistema iberico       |
| Nome = nome della stazione meteorologica; alt = altitudine sul livello del mare in metri; tma = temperatura media annua in °C; tmg = temperatura di gennaio in °C; tml = temperatura media di luglio in °C; prec = precipitazioni annue in millimetri; rg = regione geografica di appartenenza. |     |      |     |      |      |                       |

Ci sono due venti principali in Aragona: il cierzo e il viento de levante. Il primo è un vento freddo che attraversa la valle del Ebro da nord-ovest a sud-est e in grado di presentare una grande forza e velocità. Il secondo è un vento caldo, più irregolare e morbido, proveniente da sud-est.

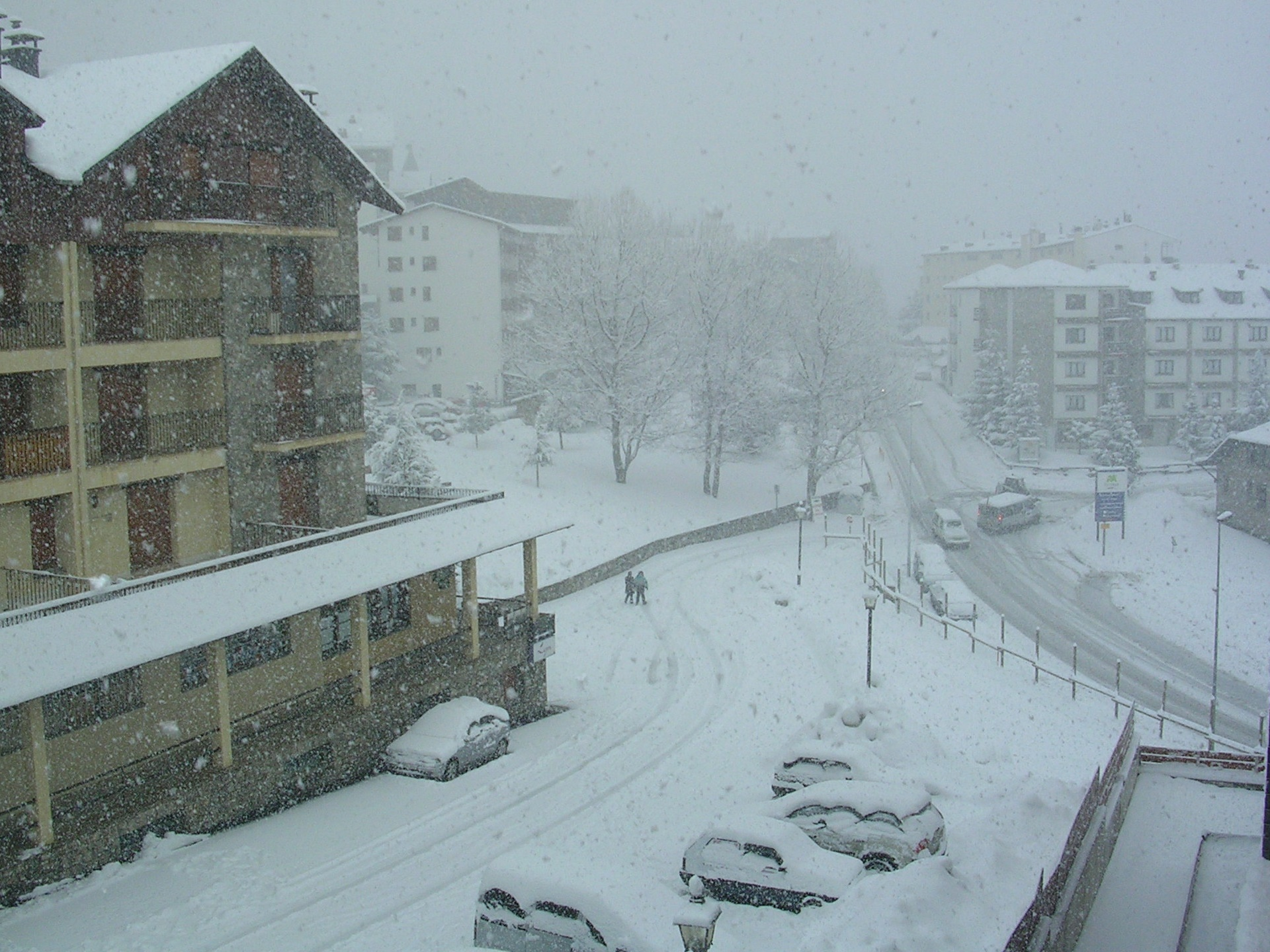
Formigal (Huesca) in inverno

## Storia

### Antichità
L'Aragona fu abitata in epoca preromana da Vasconi (in alcune valli pirenaiche), Iberi (in tutta la sua parte occidentale) e Celtiberi (nelle zone centro-orientali e sud-orientali). Conquistata da Roma (II secolo a.C.), entrò a far parte, in età augustea, della Tarraconense.
Profondamente romanizzata, l'attuale Aragona conobbe un periodo di notevole sviluppo nei primi due secoli dell'era volgare. Città come Caesaraugusta, Osca, Bilbilis si accrebbero e prosperarono sotto l'ala della pax romana.

### Medioevo
Durante le invasioni barbariche, l'Aragona fu uno degli ultimi baluardi romani nella penisola iberica, resistendo alla penetrazione visigota (iniziata attorno alla metà del V secolo), per oltre un ventennio. Interamente occupata fra il 472 e il 476 rivestì un ruolo marginale nell'ambito della monarchia visigota, che si protrasse fino agli inizi dell'VIII secolo, allorquando la regione cadde quasi interamente sotto la dominazione moresca. Solo alcune valli pirenaiche e la città romana di Iacca riuscirono a mantenersi indipendenti (quest'ultima grazie al pagamento di un tributo).
Sul finire dell'VIII secolo l'Aragona pirenaica entrò nell'orbita carolingia e la protezione franca permise all'aristocrazia locale di iniziare una lunga e sanguinosa Reconquista, che si protrasse per oltre tre secoli e che culminò con la cacciata dei Mori da Saragozza (1118) e dagli ultimi territori restati in potere islamico nel sud della regione (inizi del XIII secolo)
Ancor prima che la regione venisse interamente liberata dai Mori, l'Aragona si era costituita in regno indipendente (1035), denominato Corona d'Aragona, che perdurò per quasi sette secoli, fino alla Guerra di successione spagnola. Tale Corona comprendeva, oltre al Regno d'Aragona (attuale regione amministrativa), anche, a partire dal 1137, la Catalogna e, successivamente, le Isole Baleari, Valencia, Sicilia, Napoli e Sardegna. Per periodi più o meno lunghi comprese anche gran parte dell'attuale Provenza e della Linguadoca, il Ducato di Atene e quello di Neopatria. Il centro di tale Corona si spostò, fin dagli inizi del XIII secolo da Saragozza a Barcellona (e per gran parte del regno di Alfonso il Magnanimo a Napoli), cuore di un impero che governava gran parte del Mar Mediterraneo ed imponeva le proprie regole sui territori da esso controllati (sistema di regole conosciuto, in catalano, con il nome di Libre del Consolat del Mar).

### Unione con la Castiglia
Nel 1469 si realizzò l'unione dinastica fra la Castiglia e la Corona d'Aragona grazie al matrimonio di Ferdinando II d'Aragona ed Isabella I di Castiglia. Tuttavia anche dopo tale unione, la Corona d'Aragona continuò a costituire un'entità statuale autonoma, con un proprio Parlamento e un proprio ordinamento giuridico. La Corona d'Aragona cessò di esistere solo a seguito della promulgazione dei Decreti di Nueva Planta (inizi del XVIII secolo) che sancirono il definitivo assorbimento del Regno d'Aragona nello Stato spagnolo.

## Araldica
L'antico simbolo araldico dei re della Corona d'Aragona è composto da quattro frange orizzontali (pali) di colore rosso su sfondo dorato. Sono presenti nello stemma spagnolo e in quelli di entità statuali iberiche, occitane, italiane ed elleniche anticamente legate alla Corona d'Aragona.
I primi riferimenti documentali di tale stemma risalgono alla seconda metà del XII secolo e sono costituiti dai sigilli utilizzati dal re Alfonso II. Tuttavia alcuni studiosi catalani ne fanno risalire l'origine a Goffredo il Villoso. Per avallare tale teoria viene spesso citato il Libre de feyts d'Arms de Catalunya, secondo il quale Carlo il Calvo, per premiare Goffredo che aveva valorosamente combattuto al suo fianco, immerse quattro dita nel sangue che fuoriusciva dalle ferite, imprimendole sullo scudo del conte che all'epoca era privo di contrassegni, dando così origine alle senyera catalana.
Lo scudo quadripartito, riporta (in senso orario da sin a dx):
- l'albero eradicato su campo oro, originariamente argento, è simile alla bandiera arborense sormontata da una croce, ma deriva dal leggendario Regno di Sobrarbe;
- la croce bianca in campo azzurro, simbolo originale della Contea d'Aragona;
- i quattro pali rossi su fondo oro, simbolo del Regno d'Aragona;
- i "quattro mori" presenti anche nella bandiera della Sardegna, la cui simbologia non è precisamente definita, ma possibilmente un simbolo della vittoria sui mori all'origine della creazione del feudo di Aragona nei pressi del fiume Aragon o la vittoria sui mori nella Battaglia di Alcoraz. La più antica attestazione dell'emblema risale al 1281, al sigillo della cancelleria reale di Pietro d'Aragona. Curiosamente, gli stessi appaiono posteriormente sulla bandiera della Sardegna, che fece parte dei possedimenti aragonesi. Il territorio sardo, infatti, fu formalmente assegnato alla corona d'Aragona da papa Bonifacio VIII nel 1297, per poi essere sottoposto a diverse campagne di conquista nei decenni successivi. Una volta che la Sardegna entra a far parte della Corona d'Aragona, tali sigilli vi giungono a chiusura dei documenti dei re Giacomo II (1326), Alfonso il Benigno (1327-1336) e Pietro IV (1336-1387); alcuni esemplari sono conservati nell'Archivio Storico Comunale di Cagliari.

## Amministrazione
Il governo, o Giunta, è l'organo esecutivo della Comunità autonoma (diretto da un Presidente), mentre un parlamento autonomo legifera nelle materie trasferite dal governo centrale a quello regionale.

### Suddivisioni amministrative

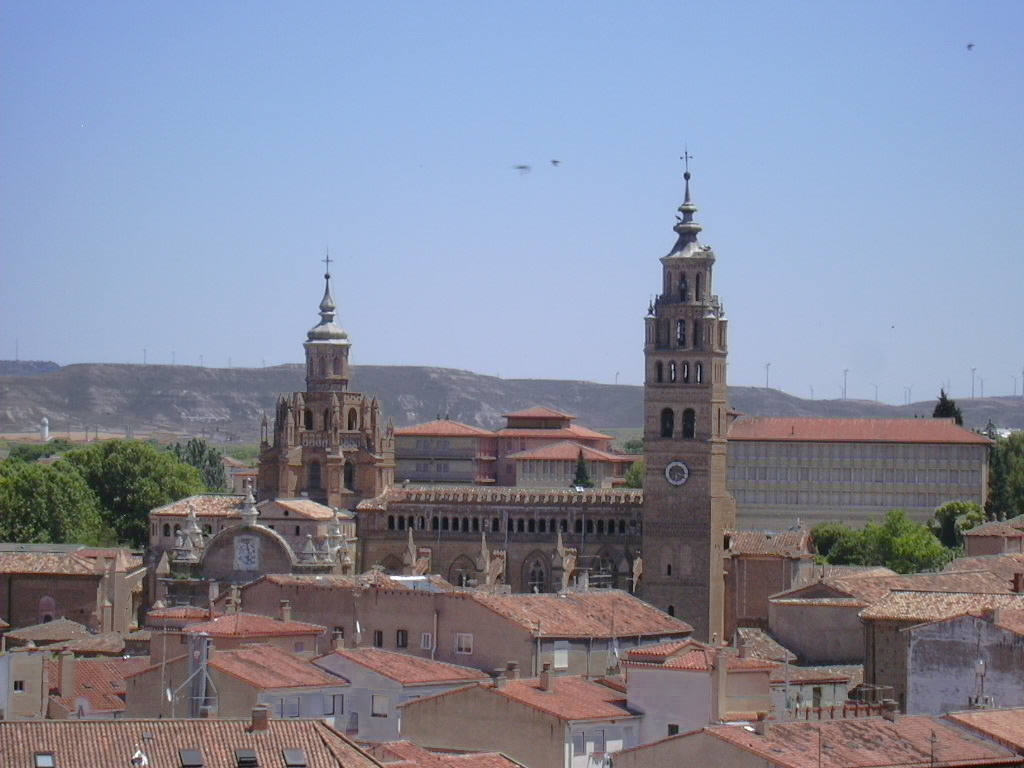
Il duomo gotico di Tarazona

L'Aragona è divisa in tre province e trentatré comarche.

### Province
Le province sono:
- Saragozza
- Huesca
- Teruel

### Città

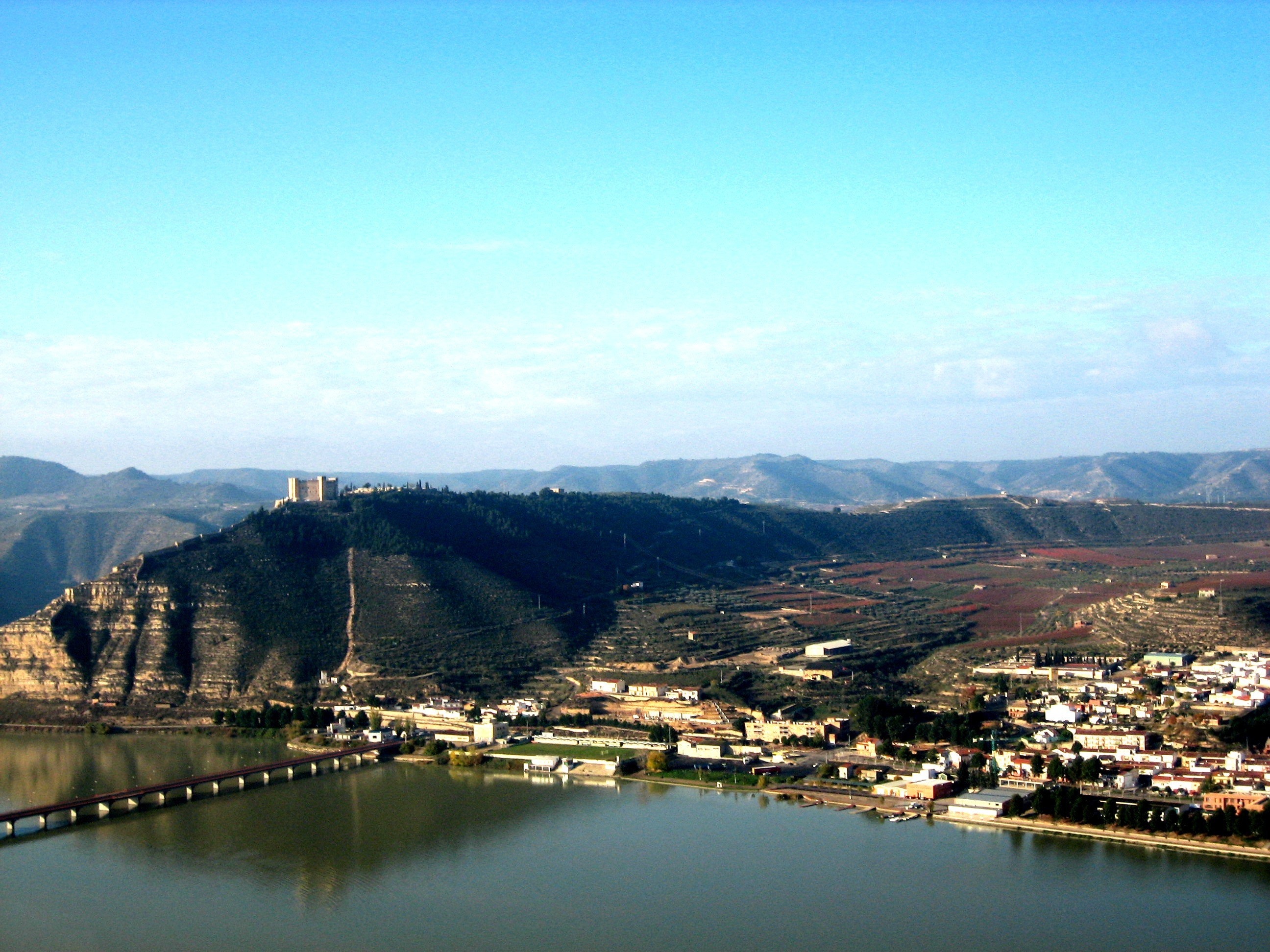
Mequinenza.

Le principali città dell'Aragona sono:
- Saragozza
- Huesca
- Teruel
- Calatayud
- Monzón
- Ejea de los Caballeros
- Mequinenza

### Comarche
Lista delle comarche (in aragonese redoladas):

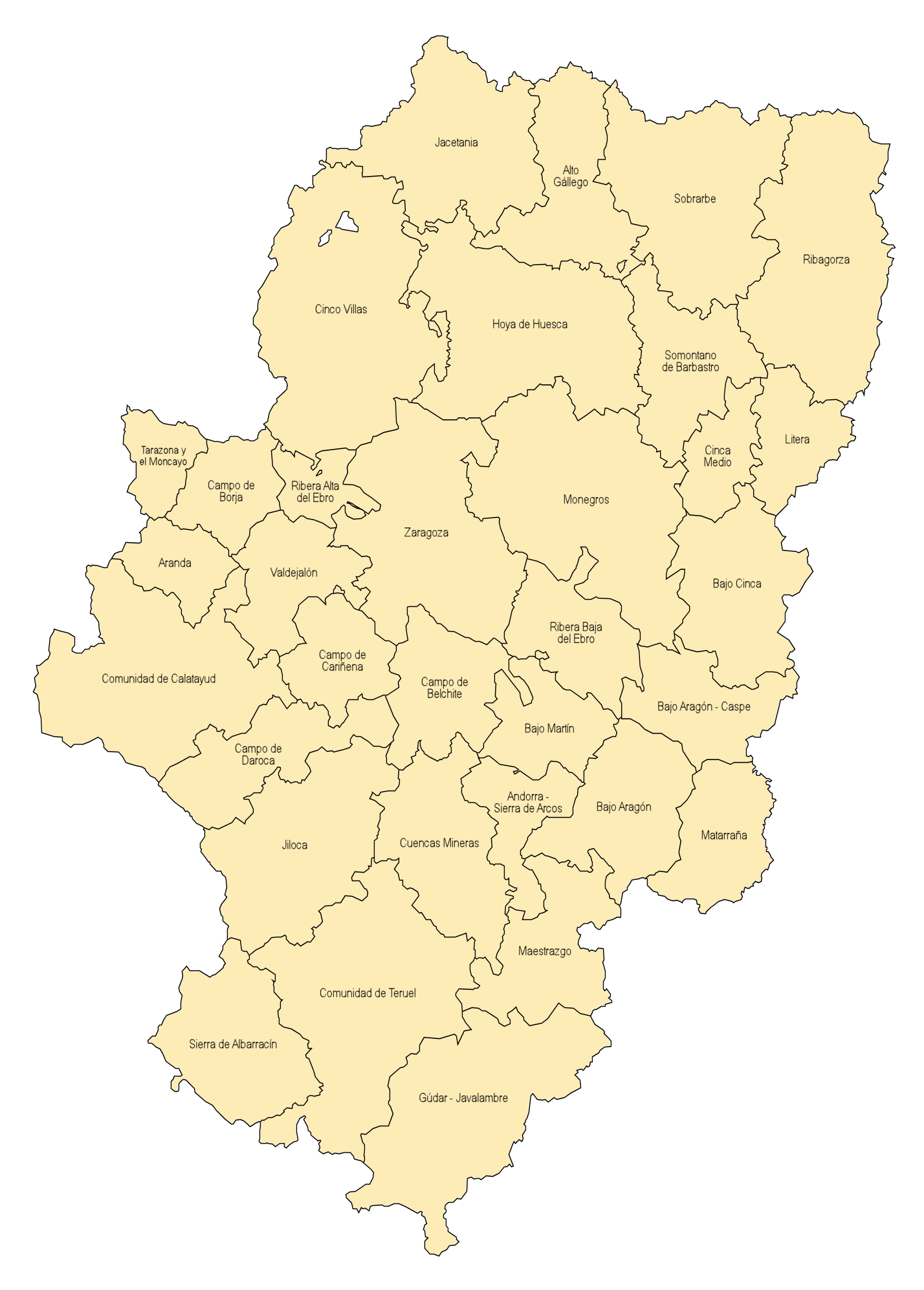
Comarcas aragonesi

| No. | Nome                              | Capoluogo                     | Provincia         |
| --- | --------------------------------- | ----------------------------- | ----------------- |
| 1   | Jacetania                         | Jaca                          | Huesca, Saragozza |
| 2   | Alto Gállego                      | Sabiñánigo                    | Huesca            |
| 3   | Sobrarbe                          | Aínsa e Boltaña               | Huesca            |
| 4   | Ribagorza                         | Graus e Benabarre             | Huesca            |
| 5   | Cinco Villas                      | Ejea de los Caballeros        | Saragozza         |
| 6   | Hoya de Huesca/Plana de Uesca     | Huesca                        | Huesca, Saragozza |
| 7   | Somontano de Barbastro            | Barbastro                     | Huesca            |
| 8   | Cinca Medio                       | Monzón                        | Huesca            |
| 9   | La Litera/La Llitera              | Binéfar e Tamarite de Litera  | Huesca            |
| 10  | Bajo Cinca/Baix Cinca             | Fraga                         | Huesca, Saragozza |
| 11  | Los Monegros                      | Sariñena                      | Huesca, Saragozza |
| 12  | Tarazona y el Moncayo             | Tarazona                      | Saragozza         |
| 13  | Campo de Borja                    | Borja                         | Saragozza         |
| 14  | Aranda                            | Illueca                       | Saragozza         |
| 15  | Ribera Alta del Ebro              | Alagón                        | Saragozza         |
| 16  | Valdejalón                        | La Almunia de Doña Godina     | Saragozza         |
| 17  | Saragozza                         | Saragozza                     | Saragozza         |
| 18  | Ribera Baja del Ebro              | Quinto                        | Saragozza         |
| 19  | Bajo Aragón-Caspe/Baix Aragó-Casp | Caspe                         | Saragozza         |
| 20  | Comunidad de Calatayud            | Calatayud                     | Saragozza         |
| 21  | Campo de Cariñena                 | Cariñena                      | Saragozza         |
| 22  | Campo de Belchite                 | Belchite                      | Saragozza         |
| 23  | Bajo Martín                       | Híjar                         | Teruel            |
| 24  | Campo de Daroca                   | Daroca                        | Saragozza         |
| 25  | Jiloca                            | Calamocha e Monreal del Campo | Teruel            |
| 26  | Cuencas Mineras                   | Montalbán e Utrillas          | Teruel            |
| 27  | Andorra-Sierra de Arcos           | Andorra                       | Teruel            |
| 28  | Bajo Aragón                       | Alcañiz                       | Teruel            |
| 29  | Comunidad de Teruel               | Teruel                        | Teruel            |
| 30  | Maestrazgo                        | Cantavieja                    | Teruel            |
| 31  | Sierra de Albarracín              | Albarracín                    | Teruel            |
| 32  | Gúdar-Javalambre                  | Mora de Rubielos              | Teruel            |
| 33  | Matarraña                         | Valderrobres e Calaceite      | Teruel            |

## Economia
Il PIL pro capite dell'Aragona era di 26323 € nel 2008, superiore alla media nazionale e corrispondente al 3% circa di quello totale di Spagna.
Il settore automobilistico rappresenta il 2,42% dell'occupazione netta e il 6% circa del PIL regionale.

## Monumenti e luoghi di interesse

### Aiguabarreig Segre-Cinca-Ebro a Mequinenza
Alla confluenza dei fiumi Segre ed Ebro, l'Aiguabarreig si trova in uno spazio con grande ricchezza naturale e una grande varietà di ecosistemi che vanno dalle steppe mediterranee alle impenetrabili foreste fluviali, rendendo questo spazio un paradiso per la biodiversità. A livello territoriale, l'Aiguabarreig è al centro della Depressione media dell'Ebro. Confina a ovest con i Monegros, a est con i Tossals de Montmeneu e Almatret ea sud con la coda del bacino di Ribarroja. Questo spazio è chiamato la parola d'origine catalana che designa il luogo in cui due o più corsi d'acqua si incontrano e formano uno. Il Segre e la Cinca formano una prima Aiguabarreig tra le città di La Granja d'Escarp, Massalcoreig e Torrente de Cinca, a pochi chilometri convergono con le acque dell'Ebro, già nel comune di Mequinenza, formando una delle più grandi confluenze fluviali dell'intera penisola iberica.
Nel Aiguabarreig abbiamo trovato centinaia di metri di larghezza di isole fluviali con numerosi corsi d'acqua e boschi di pianura, grandi masse di canne, spiagge di ghiaia, piscine naturali e galachos. È un punto di confluenza della flora della steppa dall'arida zona di Monegros e della flora mediterranea che sale attraverso la valle dell'Ebro. Grazie a queste caratteristiche, coesistono specie di ambienti opposti. Gli uccelli sono il gruppo più numeroso ma vi sono anche rettili, anfibi e mammiferi, in particolare evidenziando pipistrelli, cervi, caprioli, lontre e la presenza sempre più abbondante di capre selvatiche.

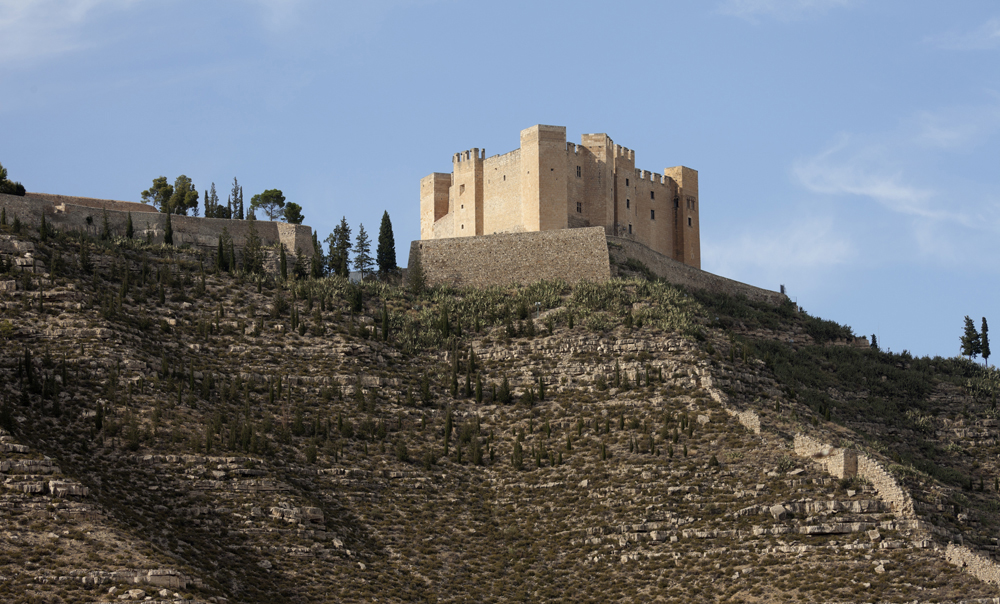
Castello di Mequinenza

### Castello di Mequinenza
L'edificio si trova a Mequinenza quasi sul bordo di un grande precipizio, essendo una massa chiusa di una certa altezza, la sua pianta è un quadrilatero irregolare, con sette torri rettangolari tranne una, la più robusta, che è curiosamente pentagonale. Due torri fiancheggiano la piccola porta a semicerchio, sotto lo scudo e protetta da una sciarpa. Poche fortezze avranno una posizione migliore di questa, contemplando un paesaggio vasto e impressionante, quasi geologico, sulla confluenza dei fiumi Ebro, Segre e Cinca e le loro terre circostanti.  È sorprendente che i Moncada, signori della baronia di Mequinenza, abbiano scelto questo nido di aquile per la loro dimora fortificata.  L'edificio è un autentico Castello-Palazzo, uno dei migliori che l'arte gotica abbia lasciato in eredità alla Corona d'Aragona, risalente al XIV e al XV secolo.

### Città vecchia di Mequinenza

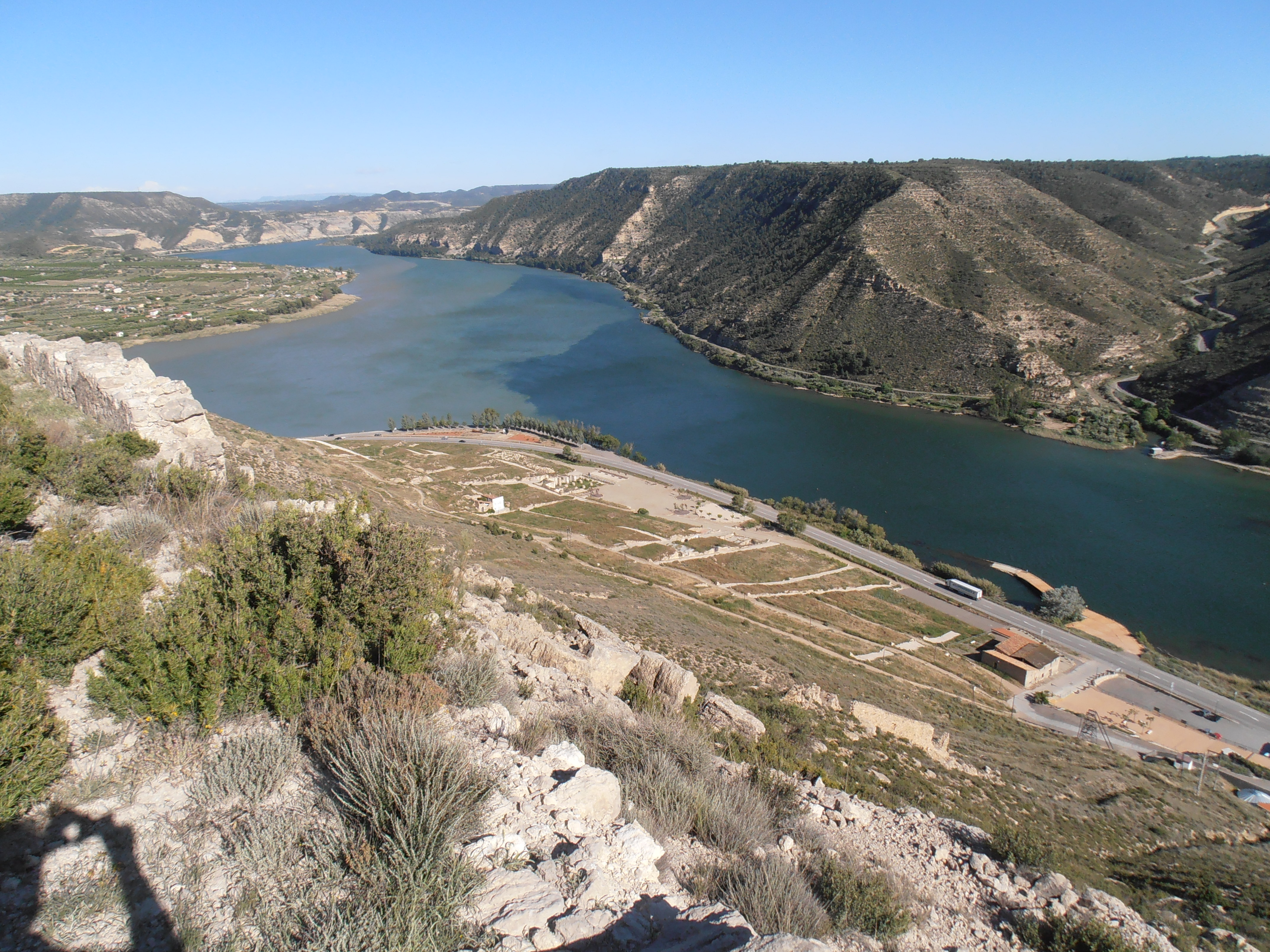
Città vecchia di Mequinenza situata alla confluenza dei fiumi Ebro, Segre e Cinca

Il centro storico di Mequinenza era situato sulla riva sinistra del fiume Ebro, proprio nel punto in cui convergono con le acque di Segre e Cinca. Fu demolito quasi completamente durante la costruzione del bacino idrico di Ribarroja. Costituiva un nucleo urbano con caratteristiche delle località della parte inferiore dell'Ebro, con un complotto urbano risalente all'era musulmana. Grazie ai fiumi, Mequinenza stabilì un vero e proprio commercio fluviale, che diede prestigio, non solo ai navigatori mequinenzane ma anche ai falegnami "calafateros", ai ladri e alla millenaria Via di Sirga del Ebro. Al tempo dello splendore, fu raggiunta una flotta di oltre 16 llaüts, navi tipiche della parte inferiore dell'Ebro che trasportavano tra le 18 e le 30 tonnellate, di solito di ligniti estratte dal bacino minerario del Mequinenza.
Con l'arrivo della compagnia ENHER e la costruzione dei bacini di Mequinenza e Riba-roja, la vita cambiò per la maggior parte di Mequinenzanos, da 4 033 abitanti a 5 800 censimenti e circa 1 500 altri senza censura. Molti di loro erano operai di altre località per lavorare alla costruzione della diga di Mequinenza. Le industrie iniziarono a chiudersi a causa del significativo aumento del livello dell'acqua della diga di Ribarroja e la popolazione iniziò a chiedere alternative all'inondazione del nucleo urbano. Iniziò così un esodo per gli abitanti di Mequinenza che dovettero lasciare le loro case per trasferirsi per vivere la nuova città sulle rive del fiume Segre. Una parte degli abitanti è partita per altre aree industriali come Barcellona o Saragozza o addirittura all'estero per continuare a lavorare nel settore minerario. Alla fine del 1974 la maggior parte della popolazione aveva già completato il tragico abbandono del centro storico di Mequinenza e viveva nella nuova città.
Parte dell'antica popolazione di Mequinenza può essere visitata oggi perché è diventato un grande parco di memoria all'aperto. I percorsi originali delle strade e delle case che si trovavano sopra il livello dell'acqua sono stati recuperati dalle rune. La vecchia Mequinenza, la "Vecchia Città" come la conoscono i mequinenzanos, è un invito a camminare attraverso il ricordo delle sue strade e dei suoi vicoli, a riscoprire parte della vecchia Chiesa, a immaginare i vecchi moli e a conoscere mille storie, curiosità e leggende di quella millenaria e storica città di navigatori e minatori sulle rive del fiume Ebro.

## Cultura

### Lingue e dialetti
Accanto allo spagnolo, lingua ufficiale dello Stato e della Comunità autonoma d'Aragona, è diffuso, seppur limitatamente ad alcune zone della Provincia di Huesca, l'aragonese, parlato attorno al XIII secolo in gran parte della regione, fino a quando, nel secolo successivo, iniziò a retrocedere davanti al castigliano. Idioma romanzo, viene usato, generalmente in una situazione di diglossia con lo spagnolo, in alcune valli dei Pirenei (da poche migliaia di parlanti). Accanto alla lingua propriamente aragonese esistono anche forme dialettali di castigliano parlate in Regione.
Il catalano è anch'esso diffuso in alcune comarche (comarques in catalano) adiacenti alla Catalogna, che formano la cosiddetta Frangia d'Aragona in particolare: il dialetto Ribagorzano nella Ribagorza (Ribagorça in catalano) e nella Litera (Llitera in catalano), e un dialetto simile a quello della Terra Alta nel Matarraña (Matarranya in catalano) e nel Bajo Cinca (Baix Cinca in catalano). Tali parlate appartengono tutte al catalano occidentale. Da tempo è stato elaborato un progetto di legge per equiparare il catalano, nell'ambito dei territori in cui è diffuso, al castigliano.

### Nazionalismo aragonese
La cultura aragonese si discosta sensibilmente sia da quella castigliana che da quella catalana, e il nazionalismo aragonese, sviluppatosi notevolmente a partire dagli anni settanta del XX secolo, riflette tale diversità. Tuttavia la stragrande maggioranza dei nazionalisti aragonesi non rivendica l'indipendenza per la propria regione di appartenenza, bensì una quota maggiore di autonomia e una maggiore attenzione, da parte del governo centrale, per gli usi, le istituzioni e, più in generale, per le specificità storiche e culturali dell'Aragona.